# جائزة موناكو الكبرى 2011
جائزة موناكو الكبرى 2011 (بالفرنسية: Grand Prix automobile de Monaco 2011)‏ هو سباق فورمولا 1
أقيم بتاريخ 2011 في حلبة موناكو، موناكو، وأحد سباقات بطولة العالم لسباقات الفورمولا واحد موسم 2011، وكان أول المنطلقين سباستيان فيتل.
فاز بالمركز الأول  سباستيان فيتل، وكان صاحب أسرع لفة مارك ويبر.